# Шафт (филм, 2000)
„Шафт“ (на английски: Shaft) е американски екшън филм от 2000 г. на режисьора Джон Сингълтън, с участието на Самюъл Джаксън, Ванеса Уилямс, Джефри Райт, Крисчън Бейл, Дан Хедая, Бъста Раймс, Тони Колет и Ричард Раундтри.
Въпреки че е със същото заглавие като филма от 1971 г., той е съвременно продължение, като героят на Джон Шафт от Джаксън е свързан с по-ранните филми на „Шафт“. Филмът получава като цяло положителни отзиви и е на първо място в боксофиса при пускането му на 16 юни 2000 г. от Paramount Pictures.